# Novosheshminsky (distrito)
Novosheshminsky é um distrito do Tartaristão, uma das repúblicas da Rússia.